# サッカーアルゼンチン代表
サッカーアルゼンチン代表（サッカーアルゼンチンだいひょう、スペイン語: Selección nacional de fútbol de Argentina）は、アルゼンチンサッカー協会（AFA）によって構成されるアルゼンチンのサッカーのナショナルチーム。
ホームスタジアムは、首都ブエノスアイレスにあるエスタディオ・モヌメンタル。

## 概要
FIFAワールドカップで3度の優勝経験がある世界を代表する強豪国の一つ。第1回大会の1930 FIFAワールドカップより出場しており（決勝戦でウルグアイに2-4で敗れ準優勝）、自国開催の1978 FIFAワールドカップではオランダを3-1で破って初優勝した。メキシコで開催された1986 FIFAワールドカップでは西ドイツを3-2で下して2度目の優勝を果たしたが、イタリアで開催された1990 FIFAワールドカップでは西ドイツ代表に0-1で敗れた。1978年大会の優勝監督はセサル・ルイス・メノッティであり、1986年大会の優勝監督はカルロス・ビラルドである。
コパ・アメリカでは大きな成功を収めており、最多16回の優勝を誇る。FIFAコンフェデレーションズカップではキング・ファハド・カップ（前身大会）時代の1992年に優勝し、夏季オリンピックではアテネオリンピックと北京オリンピックで2連覇を果たした。パンアメリカン競技大会では、1951年大会、1955年大会、1959年大会、1971年大会、1995年大会、2003年大会の6回優勝している。
主なライバルはブラジル、ウルグアイ、ドイツ、イングランドである。2007年3月、1993年から毎月公表されているFIFAランキングで初めて1位となり、ドイツ、ブラジル、イタリア（いずれも1993年）、フランス（2001年）に次いで1位を獲得した5ヶ国目の国となった。その際は1ヶ月で1位を手放したが、10月には再び1位となり、2008年7月にスペインに1位を明け渡すまで首位の座にあった。現在は8チームが1位を経験している。1978 FIFAワールドカップの際に初めて非公式サッカー世界王者となり、その後も何度か1位を獲得している。
1990年代初めまでは、名前のアルファベット順に背番号を割り当てるという世界でも珍しい伝統があった。

## 歴史

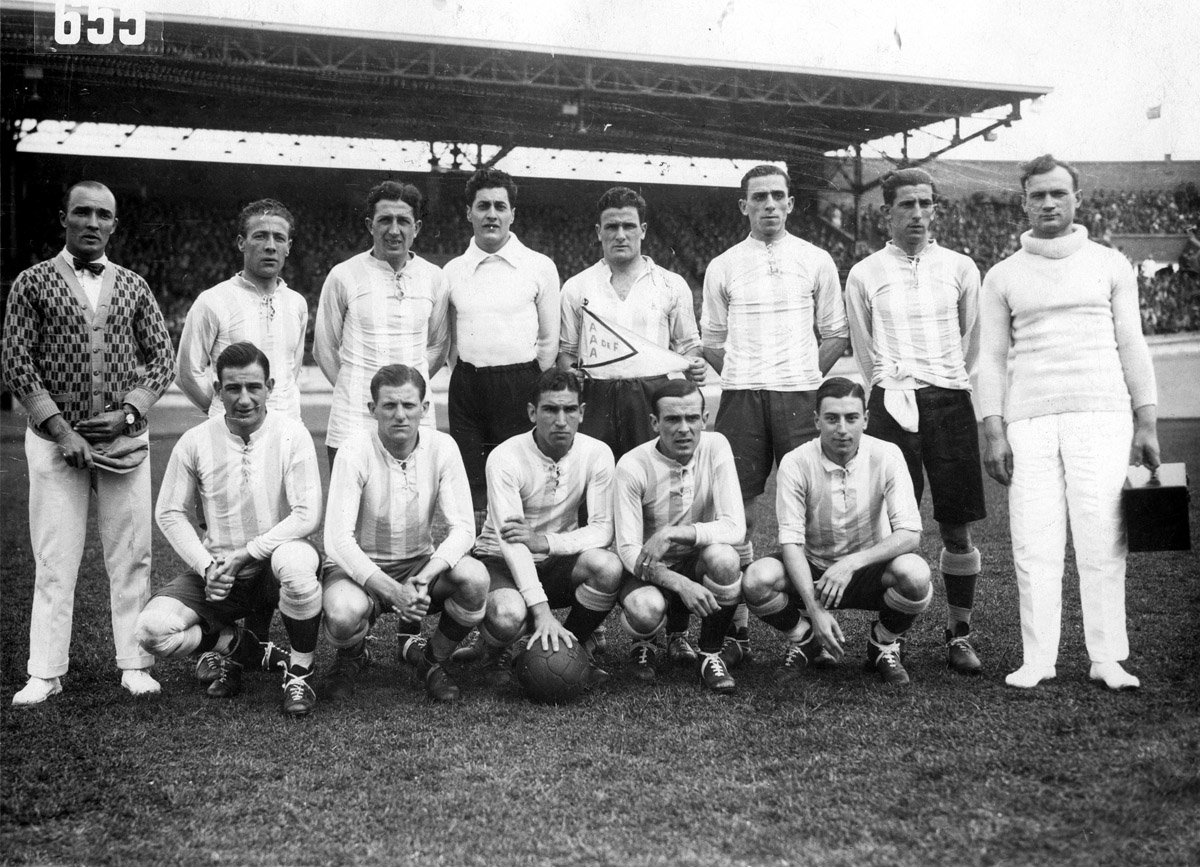
アムステルダム五輪で銀メダルを獲得したアルゼンチン代表

### 20世紀
記録に残る当代表の初試合は、1901年5月16日にウルグアイとの間で行なわれ、3-2で勝利した。代表結成後最初の数年間は、南米の国との親善試合のみが行なわれたが、1906年にコパ・リプトンという大会が開催され、ウルグアイを破って初の公式タイトルを獲得した。1916年には南米サッカー連盟(CONMEBOL)が組織され、同年に第1回南米選手権（現在のコパ・アメリカ）が自国開催されたがウルグアイが優勝、1921年の第5回南米選手権も自国開催となり、初優勝した。
1924年に行われたウルグアイとの親善試合では、セサレオ・オンサーリがコーナーキックを直接ゴールに決めた。このプレーはゴル・オリンピコ（オリンピック・ゴール）と呼ばれ、現在でも同様のプレーはオリンピック・ゴールと呼ばれている。3度目の自国開催となった、1925年の南米選手権は、2度目の優勝を飾った。1928年開催されたアムステルダムオリンピックは当代表が南米以外の国に赴いて出場した初の国際大会となった。決勝はウルグアイとの南米対決となり、再試合（初戦は1-1）に1-2で敗れ銀メダルを獲得した。1929年には再び南米選手権の開催国となって2連覇を達成。1930年、国際サッカー連盟(FIFA)は第1回FIFAワールドカップを組織し（開催国ウルグアイ）、13ヶ国が招待（アルゼンチン含む）。決勝のウルグアイ戦に敗れて準優勝に終わったが、8得点を挙げたギジェルモ・スタービレが初代得点王となった。第二次世界大戦で中立的な立場を宣言、1934年にイタリアで開催された第2回大会は1回戦敗退、1938年にフランスで開催された第3回大会には出場しなかった。
1950年、第二次大戦後初のFIFAワールドカップがブラジルで開催されたが、ブラジルサッカー協会との対立から参加を取りやめた。1954年の1954 FIFAワールドカップの参加も辞退したが、1930年代から1950年代にかけて、南米選手権では7大会で優勝。いずれの大会でもスタービレが監督を務めた。1958年にスウェーデンで開催された1958 FIFAワールドカップには24年ぶりに出場したが、低調なプレーでグループリーグ敗退に終わった。1959年には第12回南米選手権に出場して優勝。19年間指揮を執ったスタービレの監督退任後、1991年にアルフィオ・バシーレ監督の下で優勝するまで、30年以上も南米選手権/コパ・アメリカでは優勝できなかった。

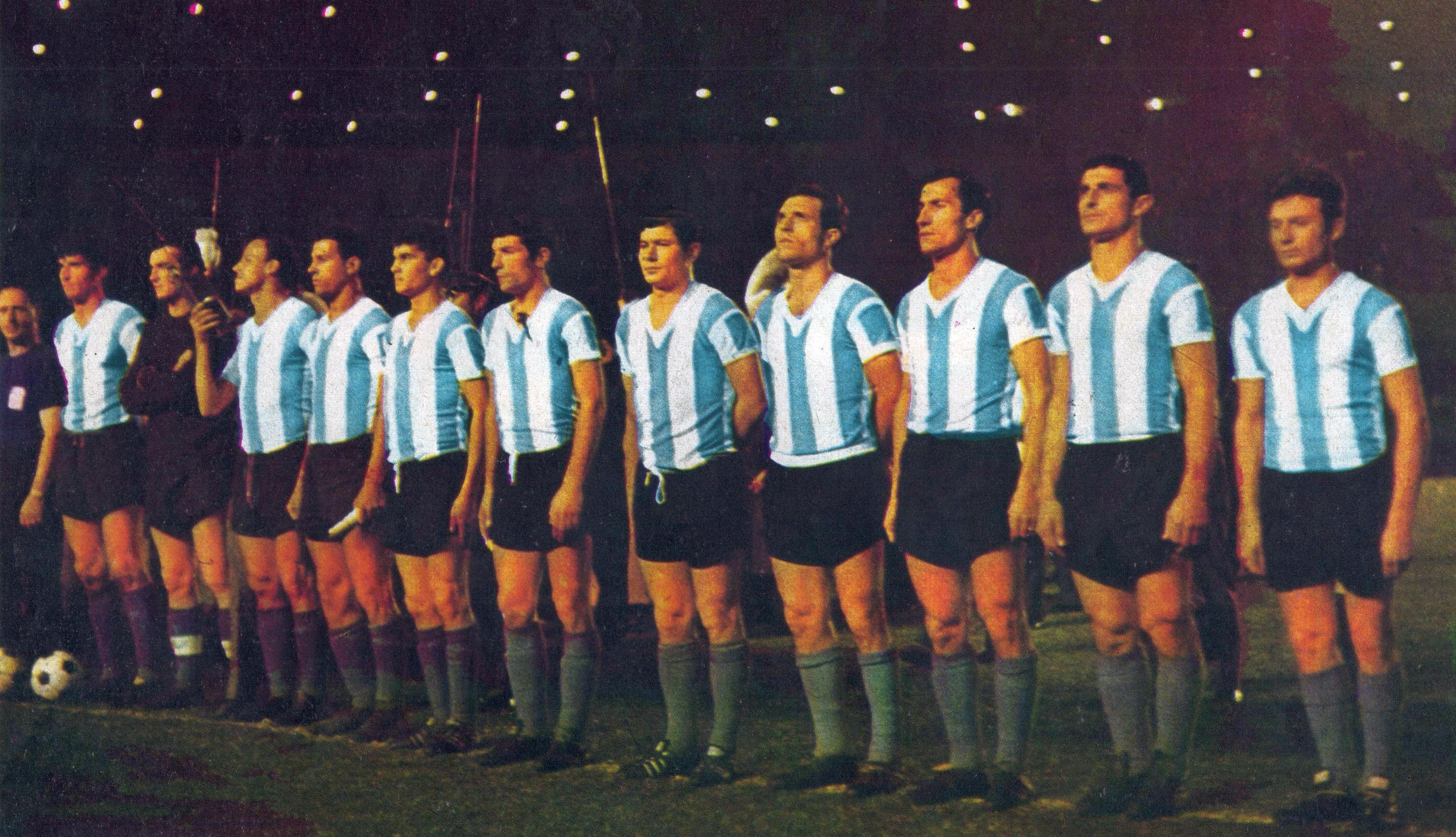
アルゼンチン代表 (1964年)

1960年にはパンアメリカン選手権に出場して初（そして唯一の）優勝を飾った。チリで開催された1962 FIFAワールドカップでは終始低調なプレーとなって早期敗退に終わり、1963年の南米選手権では3位に終わった。1964年にはブラジルサッカー協会創設50周年を記念した親善大会であるリトル・ワールドカップで優勝し、このタイトルは当代表が獲得した「初の偉大なタイトル」とされている。1966 FIFAワールドカップでは準々決勝で開催国イングランドに敗れた。この試合ではミッドフィールダーのラティンが退場処分を受けたが、ラッティンは処分に激怒して不適切な行為を行い、この試合で起こった出来事がイングランドとのライバル関係の発端となった。ラティンの行為がカード導入のきっかけのひとつとなり、1970 FIFAワールドカップではFIFAワールドカップの舞台で初めてイエローカードとレッドカードが使用された。1967年の南米選手権は準優勝に終わり、1970 FIFAワールドカップはペルーの後塵を拝し、初めて南米予選で敗退した。
1974 FIFAワールドカップで2次リーグ敗退を喫すると、アルゼンチンサッカー協会（AFA）は国内サッカーの変革を強いられ、セサル・ルイス・メノッティが新監督に就任。自国開催に向けた長期スパンでの準備を開始したが、1975年のコパ・アメリカ1975（名称変更後第1回大会）はグループリーグ敗退となった。自国開催された1978 FIFAワールドカップ本大会ではグループ2位で2次リーグ進出を決め、2次リーグでは得失点差で決勝進出を決めた。エスタディオ・モヌメンタルで行なわれた決勝ではオランダと対戦し、3-1で勝利してFIFAワールドカップ初優勝を飾った。ケンペスは6得点で得点王に輝いただけでなく、大会最優秀選手にも選出された。オランダとはAマッチで10度対戦しているが、勝利はこのときが唯一である(2022 FIFAワールドカップ終了時点)。1979年にはコパ・アメリカ1979に出場したが、グループリーグ最下位で敗退した。同年にはU-20代表がFIFAワールドユース選手権に出場して優勝した。このチームの監督もメノッティであり、中心選手としてディエゴ・マラドーナやラモン・ディアスなどがいた。1981年にはウルグアイで開催されたスモール・ワールドカップに出場したが、グループリーグで敗退した。
マルビナス紛争の停戦宣言が出されたのは、スペインで開催された1982 FIFAワールドカップ大会期間中である。2次リーグ敗退後にメノッティが監督を退任したが、メノッティ指揮下でA代表とユース代表それぞれが世界王者となった。長期的なスパンの計画を実行したのはメノッティ監督時代が初めてだった。

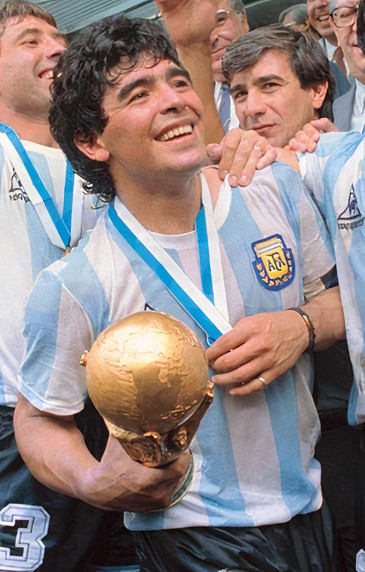
アルゼンチン代表を優勝に導いたマラドーナ

後任監督にはカルロス・ビラルドが就任したが、就任後すぐのコパ・アメリカ1983は早期敗退した。1986 FIFAワールドカップでは前評判は高くなかったものの、グループ首位で決勝トーナメント進出を決め、準々決勝のイングランド戦ではマラドーナが「神の手」ゴールと「5人抜き」ゴールを決めて勝利した。4年前にマルビナス諸島を奪われていた経緯があったため、この勝利は祝福された。準決勝ではベルギーを下し、決勝では西ドイツを下して2度目の優勝を果たした。活躍を見せたマラドーナは5得点を挙げて大会最優秀選手賞を受賞した。
1987年に自国開催されたコパ・アメリカ1987ではウルグアイに敗れて敗退。ブラジルで開催されたコパ・アメリカ1989でも良いところなく敗退した。1990 FIFAワールドカップは前回大会優勝国枠で出場し、前評判の低さにもかかわらず勝ち進んだ。FIFAワールドカップ本大会の舞台で初めてブラジルに勝利した決勝トーナメント1回戦は、歴史上もっとも輝かしい瞬間のひとつとされている。準々決勝ではユーゴスラビアをPK戦で下し。準決勝では開催国のイタリアをPK戦で下したが、決勝の西ドイツ戦には疑惑のPKによって敗れた。
大会後にはアルフィオ・バシーレが就任し、コパ・アメリカ1991では32年ぶり13回目の優勝を飾り、6得点のガブリエル・バティストゥータが得点王となった。1992年にはキング・ファハド・カップ1992（FIFAコンフェデレーションズカップの前身大会）に出場して優勝。同年にはエクアドルで開催されたコパ・アメリカ1993に出場して2連覇を果たした。これ以後優勝を逃し続けており、優勝回数は14回で止まっている。1994 FIFAワールドカップではオーストラリアとの大陸間プレーオフ経由で出場を決め、アメリカで開催された本大会グループリーグでは2連勝したが、マラドーナがドーピング違反を行って大会から追放されると、決勝トーナメントではルーマニアに敗れて大会から去った。1995年にはキング・ファハド・カップ1995に出場したが、決勝でデンマークに敗れて優勝を逃した。同年のFIFAワールドユース選手権ではマラドーナ時代以来となる優勝を果たし、この大会ではその後も1997年、2001年、2005年、2007年に優勝している。オーバーエイジ制度が導入されたアトランタオリンピックでは、決勝でナイジェリアに敗れたものの銀メダルを獲得した。フランスで開催された1998 FIFAワールドカップではグループリーグを無失点の3連勝で通過し、決勝トーナメント1回戦ではイングランドにPK戦で勝利したが、準々決勝でオランダに敗れた。なお、この大会で日本が初出場し、ワールドカップで日本と最初に対戦したのがアルゼンチンである。

### 21世紀
2002 FIFAワールドカップ・南米予選では首位で本大会出場を決め、2002 FIFAワールドカップ開幕前の前評判は高かったが、日本と韓国で共催された本大会では「死の組」に組み込まれ、ライバルのイングランドに敗れるなどしてグループリーグ敗退に終わった。2004年のアテネオリンピックでは、国際大会史上初となる全試合無失点で金メダルを獲得した。2005年にはFIFAコンフェデレーションズカップ2005に出場したが、決勝でブラジルに敗れて準優勝に終わった。ドイツで開催された2006 FIFAワールドカップでは準々決勝で開催国のドイツに敗れた。コパ・アメリカ2007では決勝まで進んだが、決勝ではブラジルに0-3で敗れて準優勝に終わった。2008年の北京オリンピックにはリオネル・メッシなどが出場し、グループリーグから6連勝を記録して再び金メダルを獲得した。2010 FIFAワールドカップに先立ってマラドーナが監督に就任すると、南アフリカで開催された本大会ではグループリーグを3戦全勝で通過し、決勝トーナメント1回戦ではメキシコに勝利したが、準々決勝のドイツに0-4で敗れて大会から去った。コパ・アメリカ2011ではウルグアイと対戦した準々決勝に敗れ、セルヒオ・バティスタ監督が解任されてアレハンドロ・サベーラが新監督に就任した。2014年のワールドカップブラジル大会では、南米予選を首位で突破し、出場した。攻撃陣にメッシ、アグエロ、イグアイン、ディ・マリアといった世界クラスの選手を擁し、大会前から、開催国であるブラジル、前回王者であるスペイン、そしてドイツと並ぶ優勝候補の一角に数えられた。グループステージではエースのメッシが全試合でゴールを挙げる大活躍で3連勝し、決勝トーナメントに進出した。しかし、一転して決勝トーナメントでは攻撃陣が機能せず苦戦を強いられた。しかし、安定した守備がこれを支え、無失点で決勝進出を決めた。決勝ではドイツと対戦して互角の戦いを見せ、延長戦にもつれ込んだが延長後半に失点し、準優勝に終わった。メッシはこの大会のMVPに輝き、大会後にサベーラ監督は辞任した。
W杯後はヘラルド・マルティーノが監督に就任。コパ・アメリカ2015では2大会ぶりに決勝に進んだが、決勝では延長戦とPK戦の末にチリに敗れ準優勝に終わった。コパ・アメリカ・センテナリオでは3年連続となる国際大会での決勝進出を果たしたが、前大会の雪辱戦となったチリ相手に再びPK戦で敗れ3大会連続の準優勝となった。また、決勝前に主将のメッシが自国のサッカー協会の職務怠慢ぶりを批判し、大会後はメッシを始めとする主力が次々と代表引退を示唆するなどの騒動に発展した。大会の翌日、セグーラ会長はFIFAから不正疑惑を追及され辞任した。

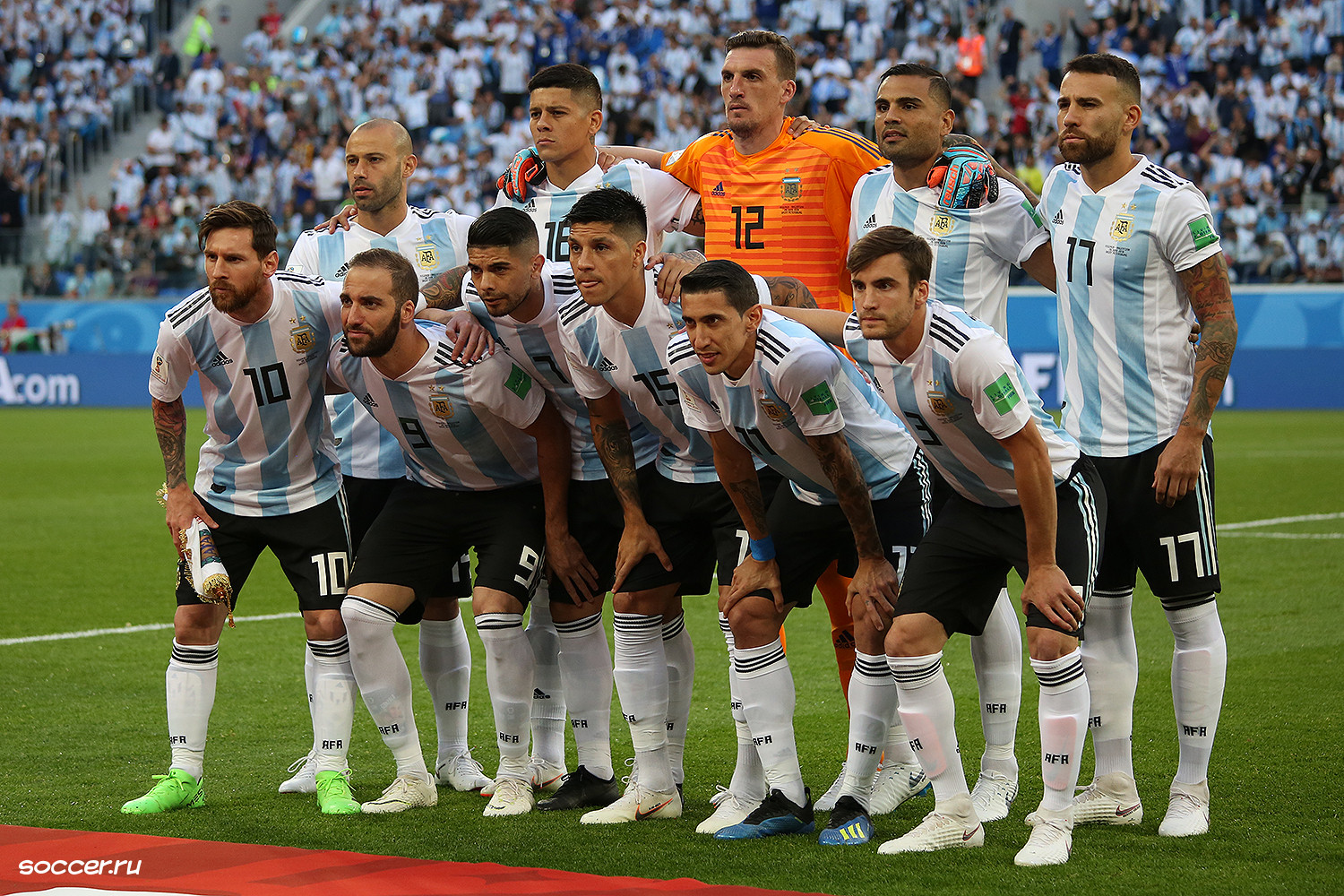
サッカーアルゼンチン代表 (2018年)

2018 FIFAワールドカップ・南米予選では苦戦が続き、第17節でペルーとスコアレスドローで引き分け、大陸間プレーオフ圏外の6位までに転落し、1970 FIFAワールドカップ以来48年ぶりの予選敗退の危機に陥った。エクアドルとアウェーで対戦した最終節ではエクアドルに先制されたものの、メッシが3得点のハットトリックを挙げて予選3位で本大会出場を果たしたと同時に、エクアドルとのアウェー戦では、2002 FIFAワールドカップ・南米予選以来の勝利を挙げた。予選での苦戦ぶりから下馬評が高くない状況で本大会に突入。グループステージ初戦では初出場のアイスランド戦では1-1のスコアで引き分け、続くクロアチア戦では0-3で敗れグループ最下位に転落、続くナイジェリア戦でメッシが初ゴールを挙げて勝利し、2位での突破を決めたものの、第2戦終了の時点で監督を務めるホルヘ・サンパオリの手腕に批判が向けられたり、またアグエロと監督の確執やチームの空中分解が噂された。ラウンド16ではフランスと対戦、この試合でアルゼンチン代表は3得点をあげたもののキリアン・エムバペを中心としたフランスの攻撃陣に苦戦し、最終的に3-4で敗れベスト16で敗退が決まった。
コパ・アメリカ2021では決勝まで無敗をキープし、ブラジルとの決勝戦では、ディ・マリアの先制ゴールを守り切り優勝した。これはメッシにとっての記念すべき代表初タイトルであり、チームとしては11大会ぶり15回目の優勝となった。
2022 FIFAワールドカップはグループCに入り、サウジアラビア、メキシコ、ポーランドと同組になった。初戦のサウジアラビア戦では前半に得たPKをリオネル・メッシが決めて先制するが、後半にサレー・アル＝シェフリとサーレム・アッ＝ドーサリーのゴールで2点を奪われて1-2で逆転負けを喫し、まさかの黒星スタートとなった。
2戦目のメキシコ戦では後半にメッシが先制ゴールを決め、試合終了間際にもエンソ・フェルナンデスがCKから追加点を奪い取って決勝トーナメント進出に近づく。
負ければグループステージ敗退が決まる3戦目のポーランド戦ではアレクシス・マック・アリスターが後半開始数秒で先制ゴールを決めると、フリアン・アルバレスも追加点を奪い取ってグループ首位で決勝トーナメント進出を決めた。
決勝トーナメント1回戦は2006年大会以来16年ぶりのベスト16入りとなったオーストラリアと対戦。この試合でキャリア1,000試合目の出場となったメッシが得点し、さらにアルバレスもゴールネットを揺らして2点のリードを得た。試合終盤にオウンゴールを献上したものの同点にはさせずに2-1で逃げ切ってベスト8入りを決めた。
準々決勝はグループAを1位通過したオランダと対戦。ナウエル・モリーナとメッシが得点して2-0とするが、83分にボウト・ベグホルストによって1点を返されると、勝利目前の90分+11分にもベグホルストのゴールで同点にされ、90分での勝利を逃し延長戦でも決着はつかずPK戦へ。そのPK戦では最後のキッカーとしてPKを成功させたラウタロ・マルティネスなど4人がPKを成功させてベスト4入りを決める。
準決勝は前回大会準優勝のクロアチアと対戦。前半にメッシとアルバレスがゴールを決めて前半を2点リードで折り返すと、後半にもメッシのドリブルからアルバレスがトドメとなる3点目を奪って決勝進出を決めた。
決勝は前回大会優勝のフランスと対戦。前半にメッシとディ・マリアがゴールを決めるが、試合終盤にキリアン・エムバペにPKを決められるとその2分後にもエムバペにボレーシュートを決められて同点にされる。2-2のまま試合は延長戦に突入し延長後半にメッシが3点目を決めて再びリードを奪うが、優勝まであと僅かに迫ったその10分後に味方のハンドによりフランスにPKが与えられ、それをエムバペが沈めて3-3の同点となり優勝を賭けた最終決戦はPK戦に突入。フランスは2人目、3人目が連続でPKを失敗。アルゼンチンはメッシを含む4人が成功。最後はゴンサロ・モンティエルがPKを成功させたところで決着がつき、1986年大会以来36年ぶり3回目のワールドカップ制覇を達成した。これによりメッシは悲願のワールドカップ初優勝を果たし、大会を通じて7得点3アシストの成績を残したことにより史上初となる二度目の大会MVPに輝いた。
W杯優勝以降も好調を維持するアルゼンチン代表は、親善試合を4試合連続で複数得点かつ無失点で快勝し、2026年W杯に向けた南米予選に突入した。
コパ・アメリカ2024はグループAに入り、初戦でカナダに後半に2点を奪って2-0で勝利すると、続くチリ戦は互いに得点が奪えないまま迎えた88分にラウタロ・マルティネスが決勝点を奪い取り1-0で勝利した。最終節のペルー戦も後半にLa・マルティネスの2得点で2-0で勝利しグループリーグ3連勝で決勝トーナメントに進出した。
準々決勝はエクアドルと対戦し、前半35分にリサンドロ・マルティネスが先制ゴールを決めると、その後は追加点を奪えない時間が続くも相手の攻撃を懸命に凌ぎ続ける。しかし、このまま逃げ切るかと思われた試合終了間際の90+2分にケビン・ロドリゲスに難しい体勢からヘディングで同点ゴールを決められ、90分での勝利を逃し延長戦でも決着は着かずPK戦に突入。PK戦では1人目のキッカーを務めたリオネル・メッシがパネンカで放ったシュートをバーに当ててしまい失敗。それでも、エミリアーノ・マルティネスが2人連続でPKをストップする活躍を見せ、残りの4人が全員PKを成功させてベスト4進出を苦しみながらも決めた。準決勝はグループステージ初戦で対戦したカナダと再び対戦し、51分にメッシの今大会初ゴールの活躍で再び2-0で勝利し2大会連続の決勝進出を決めた。
決勝は23年ぶり2回目の優勝を目指すコロンビアと対戦。会場のハードロック・スタジアムでトラブルが相次ぎキックオフが1時間以上遅延する事態に見舞われる中、互いにチャンスを作りながらも決め手を欠き得点が奪えない状態が続き、さらには接触プレーが増えていくと64分にはメッシが負傷交代となり、より苦しい状態のまま90分で決着は着かず延長戦に突入。延長戦に入っても激しい攻防が続く中、112分に均衡が破れる。前線に抜け出したラウタロ・マルティネスがGKとの1対1を制してネットを揺らし連覇に大きく近づく。残りの時間でコロンビアに最後まで得点を与えずに1-0で勝利し、史上最多16回目の連覇を達成した。

## タイトル
アルゼンチン代表
- FIFAワールドカップ (3)：1978, 1986, 2022
- コパ・アメリカ (16)：1921, 1925, 1927, 1929, 1937, 1941, 1945,  1946, 1947, 1955, 1957, 1959, 1991, 1993，2021，2024
- FIFAコンフェデレーションズカップ (1)：1992
- フィナリッシマ (2)：1993, 2022
- パンアメリカン競技大会 (1)：1960
- コパ・ニュートン (17)：1906, 1907, 1908, 1909, 1911, 1916, 1918, 1924, 1927, 1928, 1937, 1942, 1945, 1957, 1973, 1975, 1976
- コパ・リプトン (18)：1906, 1907, 1908, 1909, 1913, 1915, 1916, 1917, 1918, 1928, 1937, 1942, 1945, 1957, 1962, 1968, 1976, 1992
- コパ・ロカ (4)：1923, 1939-40, 1940, 1971 [33]
- タッサ・ダス・ナシオネス（英語版） (1)：1964
- コパ・センテナリオ・レボルシオン・デ・マジョ（英語版） (1)：1910

世代別代表
- FIFA U-20ワールドカップ (6)：1979, 1995, 1997, 2001, 2005, 2007
- 南米ユース選手権 (4)：1967, 1997, 1999, 2003

オリンピック
- 金メダル (2)：2004, 2008
- 銀メダル (2)：1928, 1996

## A代表の成績

### FIFAワールドカップ
| 開催国/年 | 成績               | 試       | 勝       | 分       | 負       | 得       | 失       |
| --------- | ------------------ | -------- | -------- | -------- | -------- | -------- | -------- |
| 1930      | 準優勝             | 5        | 4        | 0        | 1        | 18       | 9        |
| 1934      | 1回戦敗退          | 1        | 0        | 0        | 1        | 2        | 3        |
| 1938      | 不参加             | 不参加   | 不参加   | 不参加   | 不参加   | 不参加   | 不参加   |
| 1950      | 不参加             | 不参加   | 不参加   | 不参加   | 不参加   | 不参加   | 不参加   |
| 1954      | 不参加             | 不参加   | 不参加   | 不参加   | 不参加   | 不参加   | 不参加   |
| 1958      | グループリーグ敗退 | 3        | 1        | 0        | 2        | 5        | 10       |
| 1962      | グループリーグ敗退 | 3        | 1        | 1        | 1        | 2        | 3        |
| 1966      | ベスト8            | 4        | 2        | 1        | 1        | 4        | 2        |
| 1970      | 予選敗退           | 予選敗退 | 予選敗退 | 予選敗退 | 予選敗退 | 予選敗退 | 予選敗退 |
| 1974      | 2次リーグ敗退      | 6        | 1        | 2        | 3        | 9        | 12       |
| 1978      | 優勝               | 7        | 5        | 1        | 1        | 15       | 4        |
| 1982      | 2次リーグ敗退      | 5        | 2        | 0        | 3        | 8        | 7        |
| 1986      | 優勝               | 7        | 6        | 1        | 0        | 14       | 5        |
| 1990      | 準優勝             | 7        | 2        | 3        | 2        | 5        | 4        |
| 1994      | ベスト16           | 4        | 2        | 0        | 2        | 8        | 6        |
| 1998      | ベスト8            | 5        | 3        | 1        | 1        | 10       | 4        |
| 2002      | グループリーグ敗退 | 3        | 1        | 1        | 1        | 2        | 2        |
| 2006      | ベスト8            | 5        | 3        | 2        | 0        | 11       | 3        |
| 2010      | ベスト8            | 5        | 4        | 0        | 1        | 10       | 6        |
| 2014      | 準優勝             | 7        | 5        | 1        | 1        | 8        | 4        |
| 2018      | ベスト16           | 4        | 1        | 1        | 2        | 6        | 9        |
| 2022      | 優勝               | 7        | 4        | 2        | 1        | 15       | 8        |
| 2026      |                    |          |          |          |          |          |          |
| 合計      | 出場19回/優勝3回   | 88       | 47       | 17       | 24       | 152      | 101      |

### コパ・アメリカ
- 1916 - 準優勝
- 1917 - 準優勝
- 1919 - 3位
- 1920 - 準優勝
- 1921 - 優勝
- 1922 - 4位
- 1923 - 準優勝
- 1924 - 準優勝
- 1925 - 優勝
- 1926 - 準優勝
- 1927 - 優勝
- 1929 - 優勝
- 1935 - 準優勝
- 1937 - 優勝
- 1939 - 不参加

- 1941 - 優勝
- 1942 - 準優勝
- 1945 - 優勝
- 1946 - 優勝
- 1947 - 優勝
- 1949 - 不参加
- 1953 - 不参加
- 1955 - 優勝
- 1956 - 3位
- 1957 - 優勝
- 1959 - 優勝
- 1959 - 準優勝
- 1963 - 3位
- 1967 - 準優勝

| 開催国/年 | 成績               |
| --------- | ------------------ |
| H&A 1975  | グループリーグ敗退 |
| H&A 1979  | グループリーグ敗退 |
| H&A 1983  | グループリーグ敗退 |
| 1987      | 4位                |
| 1989      | 3位                |
| 1991      | 優勝               |
| 1993      | 優勝               |
| 1995      | ベスト8            |
| 1997      | ベスト8            |
| 1999      | ベスト8            |
| 2001      | 不参加             |
| 2004      | 準優勝             |
| 2007      | 準優勝             |
| 2011      | ベスト8            |
| 2015      | 準優勝             |
| 2016      | 準優勝             |
| 2019      | 3位                |
| 2021      | 優勝               |
| 2024      | 優勝               |

### FIFAコンフェデレーションズカップ
| 開催年 | 結果   | 試合   | 勝利   | 引分   | 敗戦   | 得点   | 失点   |
| ------ | ------ | ------ | ------ | ------ | ------ | ------ | ------ |
| 1992   | 優勝   | 2      | 2      | 0      | 0      | 7      | 1      |
| 1995   | 準優勝 | 3      | 1      | 1      | 1      | 5      | 3      |
| 1997   | 不参加 | 不参加 | 不参加 | 不参加 | 不参加 | 不参加 | 不参加 |
| 1999   | 不参加 | 不参加 | 不参加 | 不参加 | 不参加 | 不参加 | 不参加 |
| 2001   | 不参加 | 不参加 | 不参加 | 不参加 | 不参加 | 不参加 | 不参加 |
| 2003   | 不参加 | 不参加 | 不参加 | 不参加 | 不参加 | 不参加 | 不参加 |
| 2005   | 準優勝 | 5      | 2      | 2      | 1      | 10     | 10     |
| 2009   | 不参加 | 不参加 | 不参加 | 不参加 | 不参加 | 不参加 | 不参加 |
| 2013   | 不参加 | 不参加 | 不参加 | 不参加 | 不参加 | 不参加 | 不参加 |
| 2017   | 不参加 | 不参加 | 不参加 | 不参加 | 不参加 | 不参加 | 不参加 |
| 合計   | 3/10   | 10     | 5      | 3      | 2      | 22     | 14     |

### パンアメリカン競技大会
| 開催年 | 結果               | 試合     | 勝利     | 引分     | 敗戦     | 得点     | 失点     |
| ------ | ------------------ | -------- | -------- | -------- | -------- | -------- | -------- |
| 1951   | 優勝               | 4        | 4        | 0        | 0        | 16       | 2        |
| 1955   | 優勝               | 6        | 5        | 1        | 0        | 23       | 7        |
| 1959   | 優勝               | 6        | 5        | 1        | 0        | 20       | 4        |
| 1963   | 準優勝             | 7        | 3        | 1        | 0        | 18       | 3        |
| 1967   | グループリーグ敗退 | 3        | 1        | 1        | 1        | 7        | 3        |
| 1971   | 優勝               | 5        | 4        | 1        | 0        | 7        | 2        |
| 1975   | 3位                | 3        | 2        | 1        | 0        | 9        | 1        |
| 1979   | 3位                | 4        | 2        | 2        | 0        | 3        | 0        |
| 1983   | グループリーグ敗退 | 2        | 0        | 0        | 2        | 0        | 4        |
| 1987   | 3位                | 4        | 3        | 0        | 1        | 11       | 3        |
| 1991   | 予選敗退           | 予選敗退 | 予選敗退 | 予選敗退 | 予選敗退 | 予選敗退 | 予選敗退 |
| 1995   | 優勝               | 6        | 5        | 1        | 0        | 10       | 4        |
| 1999   | 予選敗退           | 予選敗退 | 予選敗退 | 予選敗退 | 予選敗退 | 予選敗退 | 予選敗退 |
| 2003   | 優勝               | 5        | 5        | 0        | 0        | 10       | 5        |
| 2007   | グループリーグ敗退 | 3        | 0        | 2        | 1        | 1        | 3        |
| 2011   | 準優勝             | 5        | 3        | 1        | 1        | 6        | 2        |
| 2015   | 不参加             | 不参加   | 不参加   | 不参加   | 不参加   | 不参加   | 不参加   |
| 合計   | 14/17              | 60       | 46       | 10       | 6        | 134      | 43       |

## 世代別の成績

### オリンピック
- 1908 - 不参加
- 1912 - 不参加
- 1920 - 不参加
- 1924 - 不参加
- 1928 - 準優勝
- 1936 - 不参加
- 1948 - 不参加
- 1952 - 不参加
- 1956 - 不参加

- 1960 - グループリーグ敗退
- 1964 - グループリーグ敗退
- 1968 - 予選敗退
- 1972 - 予選敗退
- 1976 - 予選敗退
- 1980 - 参加辞退
- 1984 - 予選敗退
- 1988 - ベスト8

### FIFA U-20ワールドカップ
| 開催年 | 結果               | 試合 | 勝利 | 引分 | 敗戦 | 得点 | 失点 |
| ------ | ------------------ | ---- | ---- | ---- | ---- | ---- | ---- |
| 1977   | 予選敗退           | -    | -    | -    | -    | -    | -    |
| 1979   | 優勝               | 6    | 6    | 0    | 0    | 20   | 2    |
| 1981   | グループリーグ敗退 | 3    | 1    | 1    | 1    | 3    | 3    |
| 1983   | 準優勝             | 6    | 5    | 0    | 1    | 13   | 2    |
| 1985   | 予選敗退           | -    | -    | -    | -    | -    | -    |
| 1987   | 予選敗退           | -    | -    | -    | -    | -    | -    |
| 1989   | ベスト8            | 4    | 1    | 0    | 3    | 3    | 4    |
| 1991   | グループリーグ敗退 | 3    | 0    | 1    | 2    | 2    | 6    |
| 1993   | 予選敗退           | -    | -    | -    | -    | -    | -    |
| 1995   | 優勝               | 6    | 5    | 0    | 1    | 12   | 3    |
| 1997   | 優勝               | 7    | 6    | 0    | 1    | 15   | 7    |
| 1999   | ベスト16           | 4    | 1    | 1    | 2    | 2    | 5    |
| 2001   | 優勝               | 7    | 7    | 0    | 0    | 27   | 4    |
| 2003   | 4位                | 7    | 5    | 0    | 2    | 12   | 8    |
| 2005   | 優勝               | 7    | 6    | 0    | 1    | 12   | 5    |
| 2007   | 優勝               | 7    | 6    | 1    | 0    | 16   | 2    |
| 2009   | 予選敗退           | -    | -    | -    | -    | -    | -    |
| 2011   | ベスト8            | 5    | 3    | 2    | 0    | 6    | 1    |
| 2013   | 予選敗退           | -    | -    | -    | -    | -    | -    |
| 2015   | グループリーグ敗退 | 3    | 0    | 2    | 1    | 4    | 5    |
| 合計   | 14/20              | 75   | 52   | 8    | 15   | 147  | 57   |

### FIFA U-17ワールドカップ
| 開催年 | 結果               | 試合     | 勝利     | 引分     | 敗戦     | 得点     | 失点     |
| ------ | ------------------ | -------- | -------- | -------- | -------- | -------- | -------- |
| 1985   | グループリーグ敗退 | 3        | 1        | 1        | 1        | 5        | 4        |
| 1987   | 予選敗退           | 予選敗退 | 予選敗退 | 予選敗退 | 予選敗退 | 予選敗退 | 予選敗退 |
| 1989   | ベスト8            | 4        | 1        | 2        | 1        | 5        | 3        |
| 1991   | 3位                | 6        | 2        | 2        | 2        | 5        | 5        |
| 1993   | グループリーグ敗退 | 3        | 1        | 1        | 1        | 7        | 6        |
| 1995   | 3位                | 6        | 5        | 0        | 1        | 12       | 4        |
| 1997   | ベスト8            | 4        | 2        | 1        | 1        | 3        | 2        |
| 1999   | 予選敗退           | 予選敗退 | 予選敗退 | 予選敗退 | 予選敗退 | 予選敗退 | 予選敗退 |
| 2001   | 4位                | 6        | 3        | 1        | 2        | 12       | 9        |
| 2003   | 3位                | 6        | 4        | 1        | 1        | 10       | 4        |
| 2005   | 予選敗退           | 予選敗退 | 予選敗退 | 予選敗退 | 予選敗退 | 予選敗退 | 予選敗退 |
| 2007   | ベスト8            | 5        | 2        | 2        | 1        | 7        | 4        |
| 2009   | ベスト16           | 4        | 2        | 0        | 2        | 6        | 6        |
| 2011   | ベスト16           | 4        | 1        | 1        | 2        | 4        | 8        |
| 2013   | 4位                | 7        | 4        | 1        | 2        | 13       | 12       |
| 2015   | グループリーグ敗退 | 3        | 0        | 0        | 3        | 1        | 8        |
| 合計   | 13/16              | 61       | 28       | 13       | 20       | 90       | 75       |

### 南米U-17選手権
| 開催年 | 結果               | 試合 | 勝利 | 引分 | 敗戦 | 得点 | 失点 |
| ------ | ------------------ | ---- | ---- | ---- | ---- | ---- | ---- |
| 1985   | 優勝               | 8    | 8    | 0    | 0    | 32   | 4    |
| 1986   | 4位                | 7    | 1    | 5    | 1    | 7    | 7    |
| 1988   | 準優勝             | 7    | 6    | 0    | 1    | 13   | 4    |
| 1991   | 3位                | 7    | 4    | 2    | 1    | 10   | 7    |
| 1993   | 3位                | 7    | 4    | 1    | 2    | 12   | 6    |
| 1995   | 準優勝             | 6    | 4    | 1    | 1    | 12   | 4    |
| 1997   | 準優勝             | 7    | 4    | 1    | 2    | 15   | 6    |
| 1999   | 4位                | 6    | 2    | 2    | 2    | 9    | 9    |
| 2001   | 準優勝             | 7    | 4    | 1    | 2    | 12   | 9    |
| 2003   | 優勝               | 7    | 4    | 3    | 0    | 19   | 5    |
| 2005   | グループリーグ敗退 | 4    | 1    | 1    | 2    | 6    | 7    |
| 2007   | 3位                | 9    | 4    | 4    | 1    | 13   | 7    |
| 2009   | 準優勝             | 5    | 3    | 2    | 0    | 10   | 4    |
| 2011   | 3位                | 9    | 5    | 1    | 3    | 17   | 11   |
| 2013   | 優勝               | 9    | 4    | 3    | 2    | 17   | 13   |
| 2015   | 準優勝             | 9    | 4    | 2    | 3    | 14   | 9    |
| 合計   | 16/16              | 117  | 64   | 28   | 25   | 223  | 119  |

### 南米ユース選手権
| 開催年 | 結果               | 試合     | 勝利     | 引分     | 敗戦     | 得点     | 失点     |
| ------ | ------------------ | -------- | -------- | -------- | -------- | -------- | -------- |
| 1954   | 予選敗退           | 予選敗退 | 予選敗退 | 予選敗退 | 予選敗退 | 予選敗退 | 予選敗退 |
| 1958   | 準優勝             | 5        | 2        | 2        | 1        | 16       | 10       |
| 1964   | 6位                | 6        | 1        | 2        | 3        | 4        | 5        |
| 1967   | 優勝               | 6        | 2        | 3        | 1        | 9        | 7        |
| 1971   | 3位                | 5        | 3        | 0        | 2        | 7        | 3        |
| 1974   | 4位                | 5        | 1        | 2        | 2        | 3        | 5        |
| 1975   | 3位                | 5        | 2        | 2        | 1        | 7        | 6        |
| 1977   | グループリーグ敗退 | 4        | 0        | 2        | 2        | 3        | 5        |
| 1979   | 準優勝             | 6        | 3        | 2        | 1        | 10       | 1        |
| 1981   | 3位                | 6        | 3        | 1        | 2        | 11       | 12       |
| 1983   | 3位                | 7        | 5        | 1        | 1        | 17       | 10       |
| 1985   | グループリーグ敗退 | 4        | 1        | 2        | 1        | 5        | 3        |
| 1987   | 3位                | 6        | 3        | 1        | 2        | 9        | 9        |
| 1988   | 3位                | 8        | 6        | 0        | 2        | 13       | 5        |
| 1991   | 準優勝             | 7        | 3        | 3        | 1        | 12       | 10       |
| 1992   | 予選敗退           | 予選敗退 | 予選敗退 | 予選敗退 | 予選敗退 | 予選敗退 | 予選敗退 |
| 1995   | 準優勝             | 7        | 5        | 1        | 1        | 10       | 3        |
| 1997   | 優勝               | 9        | 5        | 3        | 1        | 18       | 7        |
| 1999   | 優勝               | 9        | 8        | 0        | 1        | 21       | 3        |
| 2001   | 準優勝             | 9        | 5        | 3        | 1        | 13       | 6        |
| 2003   | 優勝               | 9        | 6        | 2        | 1        | 15       | 5        |
| 2005   | 3位                | 9        | 5        | 4        | 0        | 19       | 4        |
| 2007   | 準優勝             | 9        | 3        | 5        | 1        | 15       | 8        |
| 2009   | 6位                | 9        | 1        | 5        | 3        | 10       | 13       |
| 2011   | 3位                | 9        | 6        | 1        | 2        | 15       | 9        |
| 2013   | グループリーグ敗退 | 4        | 1        | 1        | 2        | 6        | 7        |
| 2015   | 優勝               | 9        | 7        | 1        | 1        | 24       | 7        |
| 合計   | 25/27              | 167      | 83       | 49       | 35       | 279      | 159      |

## 歴代監督
| 期間      | 名前                                                | 試合 | 勝 | 分 | 敗 |
| --------- | --------------------------------------------------- | ---- | -- | -- | -- |
| 1924-1925 | アンヘル・バスケス                                  |      |    |    |    |
| 1926-1927 | ホルヘ・バルデラマ                                  |      |    |    |    |
| 1927-1928 | ホセ・ラーゴ・ミジャン                              |      |    |    |    |
| 1928-1929 | フランシスコ・オラサール                            |      |    |    |    |
| 1929-1930 | フランシスコ・オラサール フアン・ホセ・トラムトーラ |      |    |    |    |
| 1934      | フェリペ・パスクッチ                                |      |    |    |    |
| 1934-1937 | マヌエル・セオアネ                                  |      |    |    |    |
| 1937-1939 | アンヘル・フェルナンデス・ロカ                      |      |    |    |    |
| 1939-1960 | ギジェルモ・スタービレ                              |      |    |    |    |
| 1960-1961 | ビクトリオ・スピネット                              |      |    |    |    |
| 1962-1963 | フアン・カルロス・ロレンソ                          |      |    |    |    |
| 1963      | アレハンドロ・ガラン                                |      |    |    |    |
| 1963-1964 | オラシオ・アマブレ・トーレス                        |      |    |    |    |
| 1964-1968 | ホセ・マリア・ミネージャ                            |      |    |    |    |
| 1968      | レナート・セサリーニ                                |      |    |    |    |
| 1968-1969 | ウンベルト・マスチオ                                |      |    |    |    |
| 1969      | アドルフォ・ペデルネーラ                            |      |    |    |    |
| 1969-1972 | フアン・ホセ・ピスティ                              |      |    |    |    |
| 1972-1974 | オマール・シボリ                                    |      |    |    |    |
| 1974      | ブラディスラオ・カップ                              |      |    |    |    |
| 1974-1983 | セサル・ルイス・メノッティ                          | 85   | 46 | 21 | 18 |
| 1983-1990 | カルロス・ビラルド                                  | 81   | 28 | 30 | 23 |
| 1991-1994 | アルフィオ・バシーレ                                | 48   | 25 | 17 | 6  |
| 1993      | レイナルド・メルロ                                  | 1    | 0  | 0  | 1  |
| 1994-1998 | ダニエル・パサレラ                                  | 57   | 34 | 13 | 10 |
| 1999      | クラウディオ・ビバス                                | 2    | 2  | 0  | 0  |
| 1999-2004 | マルセロ・ビエルサ                                  | 83   | 54 | 18 | 11 |
| 2004-2006 | ホセ・ペケルマン                                    | 28   | 15 | 7  | 6  |
| 2006-2008 | アルフィオ・バシーレ                                | 28   | 14 | 8  | 6  |
| 2008-2010 | ディエゴ・マラドーナ                                | 25   | 18 | 0  | 7  |
| 2010-2011 | セルヒオ・バティスタ                                | 12   | 6  | 3  | 3  |
| 2011-2014 | アレハンドロ・サベーラ                              | 40   | 25 | 10 | 5  |
| 2014-2016 | ヘラルド・マルティーノ                              | 29   | 19 | 7  | 3  |
| 2016-2017 | エドガルド・バウサ                                  | 8    | 3  | 2  | 3  |
| 2017-2018 | ホルヘ・サンパオリ                                  | 15   | 7  | 4  | 4  |
| 2018-     | リオネル・スカローニ                                | 61   | 41 | 15 | 5  |

## ユニフォーム
ホーム用ユニフォームは国旗に由来する空色と白色の縦縞のシャツ、黒色のパンツ、白色と黒色のソックスである。アウェー用ユニフォームはたいてい紺色のシャツだが、パンツとソックスの色は様々である。何度かはこの通りでないユニフォームを着用しており、そのひとつがブラジルサッカー連盟によって慈善大会として計画された1919年のコパ・ロベルト・チェリーである。この大会ではウルグアイ代表によく似た（縦縞がない）空色のシャツを着用してブラジル代表と戦った。ロベルト・チェリーは1919年の南米選手権に出場したウルグアイ代表の控えキーパーであり、チリとの試合中に倒れて死去していた。
また、スウェーデンで開催された1958 FIFAワールドカップにはアウェーユニフォームを持参しておらず、地元のIFKマルメのユニフォーム（黄色）を借りて西ドイツ戦に臨んだ。

### ファーストキット
|      |
| 1901 |

|           |
| 1911–1974 |

|                  |
| 1930 (World Cup) |

|      |
| 1975 |

|      |
| 1978 |

|      |
| 1986 |

|      |
| 1990 |

|      |
| 1994 |

|      |
| 1998 |

|      |
| 1999 |

|      |
| 2002 |

|      |
| 2004 |

|      |
| 2006 |

|      |
| 2008 |

|      |
| 2010 |

|      |
| 2011 |

|      |
| 2014 |

|      |
| 2015 |

|      |
| 2016 |

|      |
| 2018 |

## 歴代選手

### W杯の登録メンバー
| - 1930 FIFAワールドカップ参加チーム - 1934 FIFAワールドカップ参加チーム - 1958 FIFAワールドカップ参加チーム - 1962 FIFAワールドカップ参加チーム - 1966 FIFAワールドカップ参加チーム - 1974 FIFAワールドカップ参加チーム - 1978 FIFAワールドカップ参加チーム - 1982 FIFAワールドカップ参加チーム - 1986 FIFAワールドカップ参加チーム | - 1990 FIFAワールドカップ参加チーム - 1994 FIFAワールドカップ参加チーム - 1998 FIFAワールドカップ参加チーム - 2002 FIFAワールドカップ参加チーム - 2006 FIFAワールドカップ参加チーム - 2010 FIFAワールドカップ参加チーム - 2014 FIFAワールドカップ参加チーム - 2018 FIFAワールドカップ参加チーム - 2022 FIFAワールドカップ参加チーム |

### 主な代表選手
GK
| - ロヘリオ・ドミンゲス 1951–1963 - アマデオ・カリーソ 1954-1964 - アントニオ・ローマ 1956-1967 - ウバルド・フィジョール 1972–1985 - ネリー・プンピード 1983-1990 - ルイス・イスラス 1984-1994 - セルヒオ・ゴイコチェア 1987-1994 - ヘルマン・ブルゴス 1995-2002 | - カルロス・ロア 1997-1999 - ロベルト・アボンダンシェリ 2004-2008 - セルヒオ・ロメロ 2009-2018 - ヘロニモ・ルジ 2015- - フランコ・アルマーニ 2018- - フアン・ムッソ 2019- - エミリアーノ・マルティネス 2021- |

DF
| - フェデリコ・バイロ 1955-1958 - シルビオ・マルソリーニ 1960-1969 - ロベルト・ペルフーモ 1964-1974 - アルベルト・タランティーニ 1974–1982 - ダニエル・パサレラ 1976–1986 - ホルヘ・オルギン 1976–1982 - オスカル・ルジェリ 1983–1994 - ホセ・ルイス・ブラウン 1983–1990 - ホセ・ルイス・クチューフォ 1985-1989 - ロベルト・センシーニ 1987–2000 - エルナン・ディアス 1987-1998 - ホセ・チャモ 1993-2002 - ハビエル・サネッティ 1994–2011 - フアン・パブロ・ソリン 1995–2006 - ロベルト・アジャラ 1995–2007 - ワルテル・サムエル 1999–2010 | - ディエゴ・プラセンテ 2000-2005 - ガブリエル・ミリート 2000-2011 - ガブリエル・エインセ 2003–2010 - ニコラス・ブルディッソ 2003–2011 - マルティン・デミチェリス 2005-2016 - パブロ・サバレタ 2005-2016 - ニコラス・オタメンディ 2009- - マルコス・ロホ 2011-2018 - マルコス・アクーニャ 2016- - ニコラス・タグリアフィコ 2017- - フアン・フォイス 2018- - ゴンサロ・モンティエル 2019- - クリスティアン・ロメロ 2021- - ナウエル・モリーナ 2021- |

MF
| - ルイス・モンティ 1924-1931 - カルロス・ペウチェレ 1928–1940 - アントニオ・ラティン 1959-1969 - リカルド・ボチーニ 1973-1986 - オズワルド・アルディレス 1975–1982 - アメリコ・ガジェゴ 1975–1982 - ホセ・ダニエル・バレンシア 1975-1982 - リカルド・ジュスティ 1983–1990 - ホルヘ・ブルチャガ 1983–1990 - セルヒオ・バティスタ 1985-1990 - ディエゴ・シメオネ 1991–2003 - レオナルド・アストラーダ 1991-1999 - フェルナンド・レドンド 1992–1999 - アリエル・オルテガ 1993–2010 - マルセロ・ガジャルド 1994–2003 - キリ・ゴンサレス 1995–2005 - フアン・セバスティアン・ベロン 1996–2010 | - フアン・ロマン・リケルメ 1997–2008 - パブロ・アイマール 1999–2009 - エステバン・カンビアッソ 2000–2011 - マキシ・ロドリゲス 2003–2014 - ハビエル・マスチェラーノ 2003–2018 - フェルナンド・ガゴ 2007-2017 - エベル・バネガ 2008-2018 - ルーカス・ビリア 2011-2018 - アンヘル・コレア 2015- - パプ・ゴメス 2017- - ジオヴァニ・ロ・チェルソ 2017- - レアンドロ・パレデス 2017- - ロドリゴ・デ・パウル 2018- - ルーカス・オカンポス 2019- |

FW
| - ドミンゴ・タラスコーニ 1922–1929 - マヌエル・セオアネ 1924–1929 - ロベルト・チェロ 1926–1937 - マヌエル・フェレイラ 1927–1930 - ギジェルモ・スタービレ 1930 - エルミニオ・マサントニオ 1935–1942 - ホセ・マヌエル・モレーノ 1940–1947 - アンヘル・ラブルナ 1942–1958 - オマール・シボリ 1956-1957 - オレステ・コルバッタ 1956–1962 - ホセ・サンフィリッポ 1957–1962 - ルイス・アルティメ 1961–1967 - ミゲル・アンヘル・ブリンディシ 1969–1974 - カルロス・ビアンチ 1970-1972 - レネ・オウセマン 1973–1979 - マリオ・ケンペス 1974–1982 - ダニエル・ベルトーニ 1974–1982 - レオポルド・ルケ 1975–1981 - ホルヘ・バルダーノ 1975-1990 - ディエゴ・マラドーナ 1977–1994 - ラモン・ディアス 1979–1982 - クラウディオ・カニーヒア 1987–2002 | - アベル・バルボ 1989–1998 - ガブリエル・バティストゥータ 1991–2003 - クラウディオ・ロペス 1995–2004 - エルナン・クレスポ 1995–2007 - ハビエル・サビオラ 2001–2009 - カルロス・テベス 2004–2014 - リオネル・メッシ 2005– - セルヒオ・アグエロ 2006–2021 - エセキエル・ラベッシ 2007-2016 - アンヘル・ディ・マリア 2008– - ゴンサロ・イグアイン 2009–2018 - パウロ・ディバラ 2015- - ルーカス・アラリオ 2016- - ホアキン・コレア 2017- - ラウタロ・マルティネス 2018- - ニコラス・ゴンサレス 2019- |

## 歴代記録

### 出場数ランキング
2024年10月15日時点
| 順位 | 名前                     | 出場 | 得点 | 期間      |
| ---- | ------------------------ | ---- | ---- | --------- |
| 1    | リオネル・メッシ         | 189  | 112  | 2005-     |
| 2    | ハビエル・マスチェラーノ | 147  | 3    | 2003-2018 |
| 3    | ハビエル・サネッティ     | 145  | 5    | 1994-2011 |
| 3    | アンヘル・ディ・マリア   | 145  | 31   | 2008-2024 |
| 5    | ニコラス・オタメンディ   | 121  | 7    | 2009-     |
| 6    | ロベルト・アジャラ       | 116  | 7    | 1994-2007 |
| 7    | ディエゴ・シメオネ       | 108  | 11   | 1988-2002 |
| 8    | セルヒオ・アグエロ       | 101  | 41   | 2006-2021 |
| 9    | オスカル・ルジェリ       | 97   | 7    | 1983-1994 |
| 10   | セルヒオ・ロメロ         | 96   | 0    | 2009-2018 |

### 得点数ランキング
2024年10月15日時点
| 順位 | 名前                         | 得点 | 出場 | 期間      |
| ---- | ---------------------------- | ---- | ---- | --------- |
| 1    | リオネル・メッシ             | 112  | 189  | 2005-     |
| 2    | ガブリエル・バティストゥータ | 55   | 78   | 1991-2002 |
| 3    | セルヒオ・アグエロ           | 41   | 101  | 2007-2021 |
| 4    | エルナン・クレスポ           | 35   | 63   | 1995-2007 |
| 5    | ディエゴ・マラドーナ         | 34   | 91   | 1977-1994 |
| 6    | ゴンサロ・イグアイン         | 31   | 75   | 2009-2018 |
| 6    | アンヘル・ディ・マリア       | 31   | 145  | 2008-2024 |
| 7    | ラウタロ・マルティネス       | 30   | 68   | 2018-     |
| 8    | ルイス・アルティメ           | 24   | 25   | 1961-1967 |
| 10   | ダニエル・パサレラ           | 22   | 70   | 1976-1986 |
| 10   | レオポルド・ルケ             | 22   | 45   | 1975-1981 |

## ギャラリー

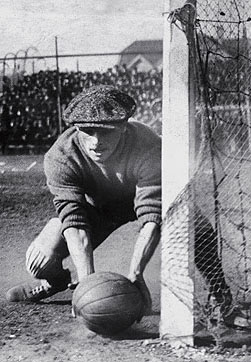
1919年から1925年まで代表でプレーしたアメリコ・テソリエーレ
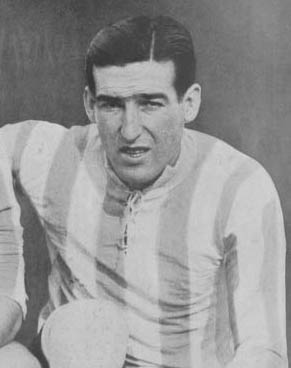
1924年のウルグアイ戦でオリンピックゴールを決めたセサレオ・オンサーリ
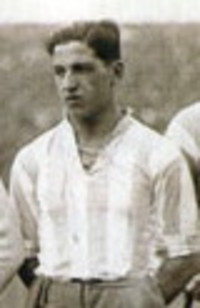
アントワープ五輪と1930 FIFAワールドカップに出場したアドルフォ・スメルス
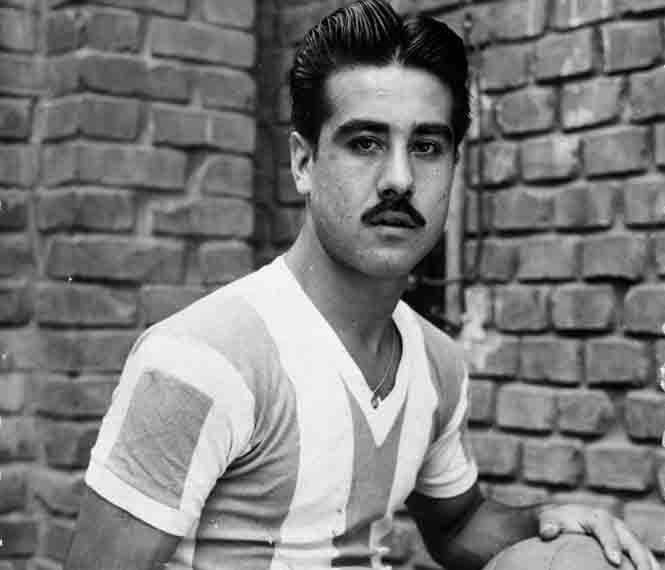
コパ・アメリカで通算17得点を挙げたノルベルト・メンデス
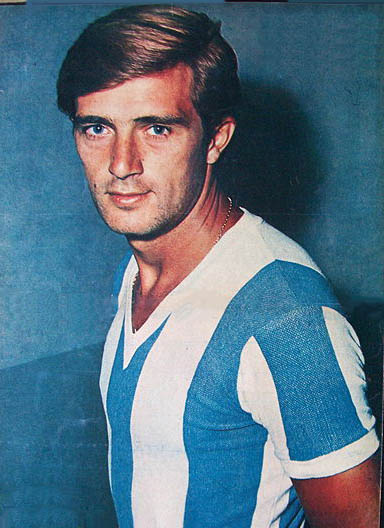
2度のFIFAワールドカップに出場したシルビオ・マルソリーニ
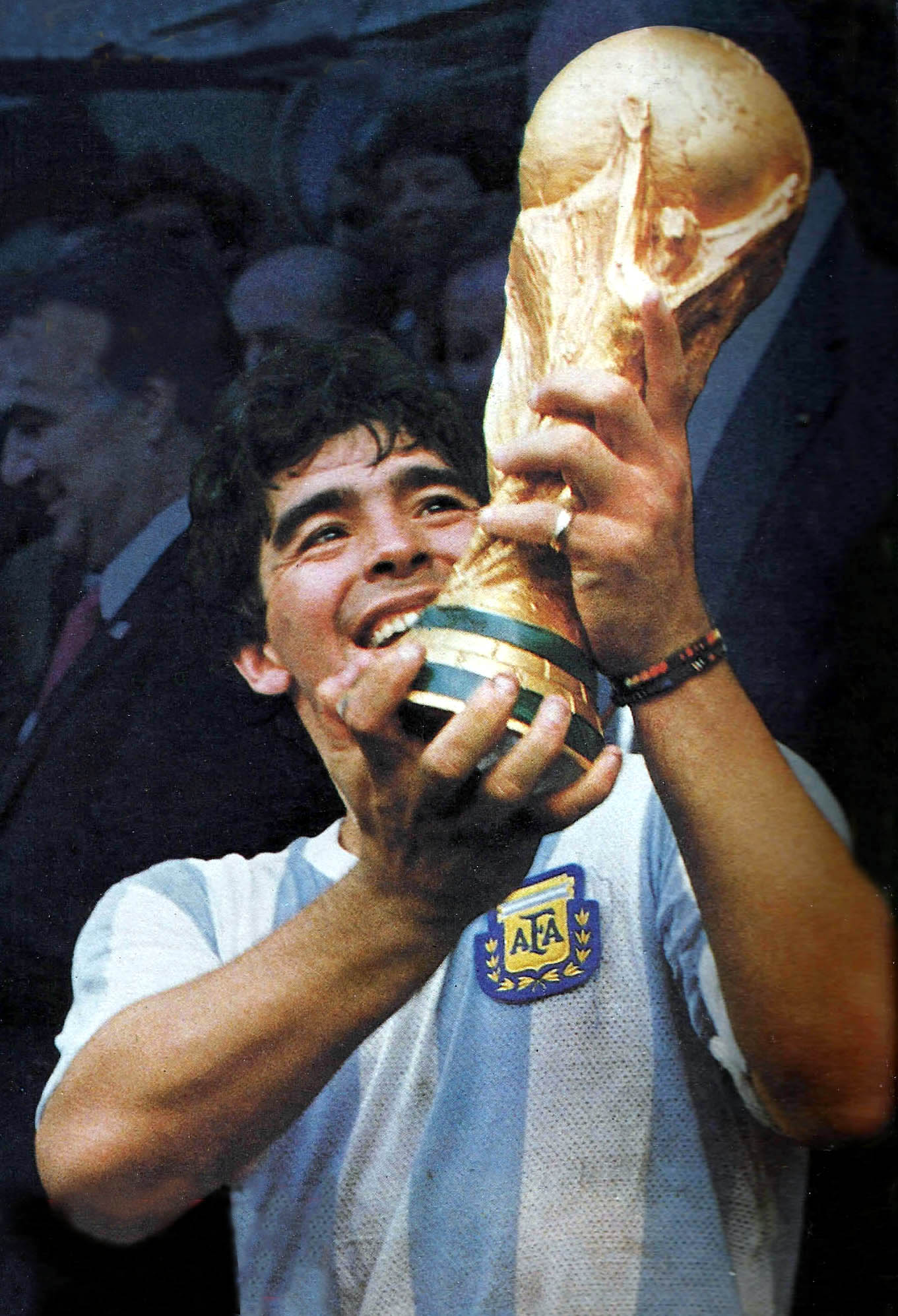
1986 FIFAワールドカップの優勝トロフィーを掲げるディエゴ・マラドーナ
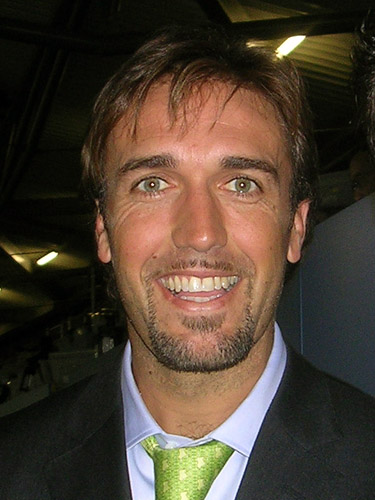
得点数2位の54得点を挙げたガブリエル・バティストゥータ
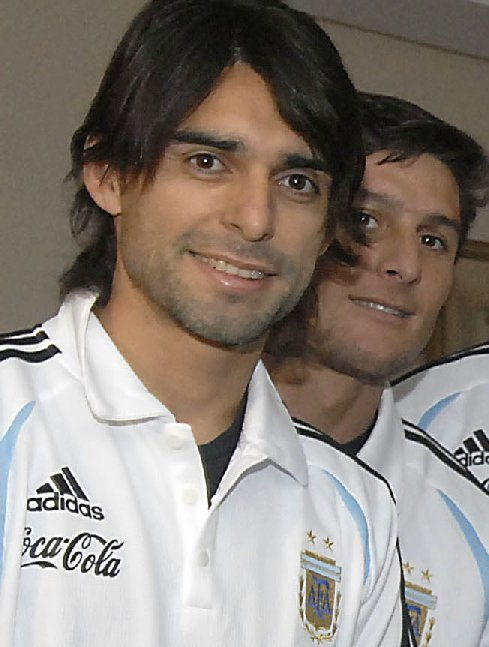
主要大会10大会に出場したロベルト・アジャラ
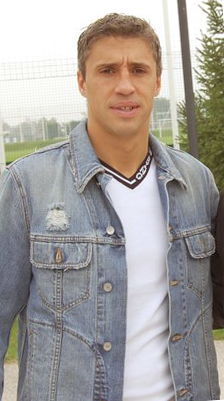
得点数4位の35得点を挙げたエルナン・クレスポ
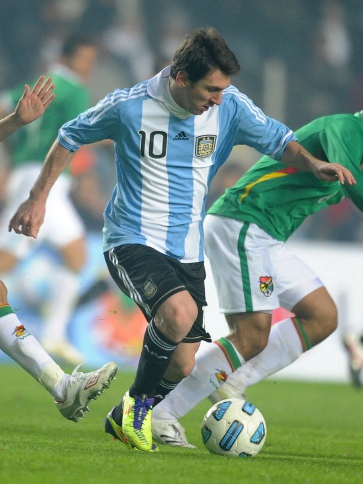
得点数1位の106得点を挙げているリオネル・メッシ